# Saponaria prostrata
Saponaria prostrata är en nejlikväxtart. Saponaria prostrata ingår i släktet såpnejlikor, och familjen nejlikväxter.

## Underarter
Arten delas in i följande underarter:
- S. p. anatolica
- S. p. calvertii
- S. p. prostrata